# Davy Jones (personage)
Davy Jones (ook wel Davey Jones) is een personage uit de filmserie Pirates of the Caribbean. Hij is de belangrijkste antagonist in de film Pirates of the Caribbean: Dead Man's Chest (2006), en een van de antagonisten in Pirates of the Caribbean: At World's End.
Het personage is gebaseerd op het gelijknamige personage uit een oude zeemanslegende. In de film wordt hij gespeeld door Bill Nighy, met behulp van computeranimatie.

## Achtergrond
Davy Jones is een zeefantoom; een humanoïde wezen met een monsterlijk uiterlijk. Hij heeft tentakels als baard. Zijn rechterhand is ook een tentakel en zijn linkerhand is een schaar gelijk aan die van een krab. Hij is gekleed in een kapiteinsuniform. Jones’ uiterlijk werd bedacht door de filmproducers aan de hand van verschillende flora en fauna, maar lijkt ook te zijn gemodelleerd naar de Cthulhu.
Jones voert in de films het bevel over The Flying Dutchman. Dit is gebaseerd op het feit dat de legendarische Davy Jones mogelijk de kapitein van de Vliegende Hollander was. Met dit schip doorkruist hij de zeeën op zoek naar pas gezonken schepen. Officieel is het zijn taak om de mensen die hierbij gestorven zijn naar het hiernamaals te brengen. In plaats daarvan biedt hij hen echter aan om lid te worden van zijn bemanning met de leugen dat het hiernamaals net zo wreed is als het leven. Op deze manier kunnen ze hun dood wat uitstellen. Zij die akkoord gaan, worden lid van Jones' bemanning en veranderen ook langzaam in zeefantomen. Zij die niet akkoord gaan, belanden op de zee van de dolende zielen nabij Davy Jones' kist.
Jones is de baas van het mythische zeemonster Kraken, een enorm monster dat op commando van Jones andere schepen aanvalt.
Qua persoonlijkheid is Jones erg sadistisch en wreed. Hij beschikt over een groot aantal bovennatuurlijke gaven. Zo is hij een bedreven vechter, en beheerst hij de zeeën.

## Leven voor de films
Jones was ooit een mens, geboren in Schotland. Hij werd verliefd op Calypso, de zeegodin. Zij gaf hem de Flying Dutchman en de gave om de zielen van op zee gestorven mensen te helpen oversteken naar het hiernamaals. Daarmee werd Jones dus een soort van Psychopompos. Voorwaarde was dat Jones voortaan maar 1 keer in de 10 jaar aan land zou kunnen gaan. Ze beloofde aan het eind van deze 10 jaar op hem te wachten, maar kwam die belofte niet na. Razend over dit verraad liet Jones het broederschap der piraten bijeen komen om Calypso op te sluiten in het lichaam van Tia Dalma.
Daar zijn hart was gebroken door Calypso’s verraad, sneed Jones het uit zijn lichaam en plaatste het in een kist; de Dead Man’s Chest. De sleutel voor deze kist hield Jones bij zich. Jones werd door het verwijderen van zijn hart onsterfelijk, en kon vanaf nu alleen gedood worden als iemand zijn hart zou doorboren.
Na het verraad van Calypso verzaakte Jones zijn taak om zielen te helpen. In plaats daarvan begon hij ze te rekruteren als bemanning. Vanwege het verzaken van zijn taak veranderde Jones van een mens in de zeefantoom die hij in de films is.
13 jaar voor aanvang van de eerste film zocht Jones contact met Jack Sparrow, wiens schip tot zinken was gebracht door Cutler Beckett. Jones liet Jacks schip uit de golven herrijzen. In ruil daarvoor moest Jack over 13 jaar lid worden van zijn bemanning. Ergens in de 13 jaar voor aanvang van de eerste film rekruteerde Jones Bill Turner, die door Hector Barbossa naar de bodem van de zee was verbannen, als crewlid.

## Rol in de films
Jones komt in de eerste film niet voor. Wel wordt zijn kelder genoemd. In de tweede film is het echter tijd voor Jack om zijn belofte aan Jones na te komen, dus zoekt Jones weer contact met hem. Jack probeert uit alle macht aan de deal te ontkomen. In de rest van de film probeert Jack de Dead Man’s Chest te vinden, daar hij met Jones' hart in zijn bezit Jones kan dwingen de deal af te blazen. Ondertussen ontdekt Will Turner dat Jones zijn vader, Bill, vasthoudt, en gaat ook op zoek naar de kist. Uiteindelijk is het echter James Norrington die er met de kist vandoor gaat.
In de derde film is Davy Jones’ hart in het bezit van Cutler Beckett, die zo Jones kan dwingen hem te gehoorzamen. Beckett wantrouwde Davy Jones echter en hij dwong Jones om de Kraken te doden door hem te bevelen zichzelf op een eiland te stranden. Hij laat Jones met zijn schip overal ter wereld piratenschepen aanvallen en vernietigen. Jones gehoorzaamt, maar aast voortdurend op een kans om zijn hart terug te krijgen. Bovendien gaat hij erg doortastend te werk; hij laat bij zijn aanvallen op piratenschepen geen splinter heel van deze schepen en vermoordt alle opvarenden. Dit tot tegenzin van Beckett, die graag een paar piraten levend in handen wil krijgen om ze te ondervragen. In de climax van de film wordt Jones gedood door Will Turner, die daarna zijn plaats moet innemen als kapitein van de Dutchman.
In de vijfde film verschijnt Davy Jones in de post-credit scene. Hierin heeft Will Turner, die bevrijdt is van zijn vloek en terug bij Elizabeth is, een nachtmerrie waarin Davy Jones naar zijn kamer komt en hen bedreigt met zijn klauw. Dit lijkt gewoon een nachtmerrie, maar op de grond zijn er zeepokken aanwezig, wat een verwijzing is naar Jones' monsterlijke uiterlijk.

## In andere media

### Computerspelen
Sinds 2013 is er een verzamelfiguur van het personage Davy Jones voor het computerspel Disney Infinity. Zodra deze figuur op een speciale plaats wordt gezet, verschijnt het personage online in het spel. De Nederlandse stem wordt voor het spel ingesproken door Rob van de Meeberg.